# Микитишин, Артур Петрович
Арту́р Петро́вич Микити́шин (укр. Артур Петрович Микитишин; род. 14 июля 2003, Тысменичаны, Ивано-Франковская область) — украинский футболист, полузащитник клуба «Кривбасс».

## Клубная карьера
Родился в селе Тысменичаны, Ивано-Франковская область. Футболом начал заниматься в команде родной деревни «Арсенал», выступавшей в юношеских областных соревнованиях. Затем выступал в ДЮФЛУ за моршинскую Скалу и «ВИК-Волынь» (Владимир-Волынский).
В 2019 году присоединился к молодежной академии донецкого «Шахтёра». В сезоне 2020/21 годов выступал за юношескую (17 матчей, 9 голов) и молодежную (17 матчей, 3 гола) команды «горняков». 21 июля 2021 года отправился в аренду на один сезон в «Мариуполь». В футболке «приазовцев» дебютировал 1 августа 2021 в проигранном (1:2) домашнем поединке 2-го тура Премьер-лиги Украины против черниговской «Десны». Артур вышел на поле на 57-й минуте, заменив Дмитрия Топалова. Дебютным голом за «Мариуполь» отличился 22 августа 2021 на 89-й минуте проигранного (3:4) домашнего поединка 5-го тура Премьер-лиги Украины против луганской «Зари». Микитишин вышел на поле на 73-й минуте, заменив Владислава Клименко.

## Карьера в сборной
С 2019 по 2020 год провел 13 поединков в футболке юношеской сборной Украины (U-17) и забил 2 гола.

## Достижения
«Кривбасс»
- Бронзовый призёр чемпионата Украины: 2023/24